# Smalbladet kalmia
Smalbladet kalmia er en lav og stedsegrøn busk med en kompakt vækst. Blomsterne har fem sammenvoksede, røde kronblade. Arten bruges som prydplante i surbundsbede.

## Kendetegn
Smalbladet kalmia (Kalmia angustifolia) er en lav, stedsegrøn busk med en opret vækst og tæt siddende og kun svagt forgrenede skud. Barken er først lysegrøn og dunhåret, men snart bliver den lysebrun og svagt opsprækkende. Gamle grene får en bark, som er grå og rynket med fine revner. Knopperne er modsat stillede, små og lysegrønne, og sidder skjult bag bladfoden. Bladene er elliptiske og hele med hel rand. Oversiden er græsgrøn og svagt dunhåret, mens undersiden er lyst grågrøn. Blomstringen foregår i juni-juli, hvor man finder blomsterne samlet i krans eller klynger ved bladhjørnerne neden for grenens afsluttende, tætsiddende blade. De enkelte blomster er 5-tallige og regelmæssige, mens de røde kronblade dog er sammenvoksede med hinanden og med støvdragerne. Frugten er en kapsel med mange frø.
Rodsystemet består af mange, fine og højtliggende rødder. Desuden danner planten korte udløbere. Planten er giftig. Det skyldes et glykosid, som hedder andromedotoksin (jævnfør rosmarinlyng (Andromeda polifolia), og planten er berygtet som årsag til dødsfald hos får og kvæg..
Smalbladet kalmia når en højde på 1 m og en bredde (i grenkronen) på ca. 0,6 m. Gamle planter bliver dog noget bredere, end de er høje.

## Hjemsted
Smalbladet kalmia hører hjemme i det østlige Nordamerika, dvs. fra de canadiske delstater Ontario og Quebec i nord til den US-amerikanske delstat Virginia i syd. Her findes den på en lang række af voksesteder - fra højmoser til lysåbne fyrreskove. Den foretrækker voksesteder i fuld sol eller let skygge og med en jordbund, som er sur. Derfor findes arten i fyrreskove, græsningsenge, på stenskred, langs vejkanter og i lysåbne krat. Den canadiske region Labrador ligger ved Atlanterhavets nordvestlige kyst. Her findes et område, mellem den 52. og den 53. breddegrad og mellem den 55. og den 59. vestlige længde, hvor klimaet er barskt: de lange, kolde vintre og de korte, kølige somre giver en gennemsnitlig årstemperatur på 0 grader. Til gengæld er nedbøren (1100 mm) vel fordelt over året. Jordbunden er næringsfattig og sur. I det område vokser en skov, der er domineret af balsamædelgran og sortgran. Under og mellem træerne vokser arten sammen med bl.a. almindelig linnæa, almindelig revling, amerikansk grønel, blågrå kalmia, bølget bunke, canadisk hønsebær, femradet ulvefod, Gaultheria hispidula (en art af bjergte), grønlandsk post, lav blåbær, multebær, skovpadderok, smalbladet gederams, Smilacina trifolia (en art af skyggeblomst), Sphagnum girgensohnii (en art af tørvemos), tyttebær og Vaccinium cespitosum (en art af blåbær)

## Galleri
- Blade
- Blomster
- Frugter
- Vækstform
- Habitat